# Bruce Millan
Bruce Millan (ur. 5 października 1927 w Dundee, zm. 21 lutego 2013 w Glasgow) – brytyjski i szkocki polityk, komisarz europejski, członek Partii Pracy, minister w rządzie Jamesa Callaghana.

## Życiorys
Wykształcenie odebrał w Harris Academy w Dundee. W 1959 został wybrany do Izby Gmin jako reprezentant okręgu Glasgow Craigton. Okręg ten reprezentował do jego likwidacji w 1983. Następnie przeniósł się do okręgu Glasgow Govan. Po zwycięstwie Partii Pracy w 1964 został podsekretarzem stanu ds. sił powietrznych w ministerstwie obrony. W latach 1966–1970 był podsekretarzem stanu w ministerstwie ds. Szkocji. W latach 1976–1979 był ministrem ds. Szkocji w rządzie Callaghana.
Z miejsca w Izbie Gmin zrezygnował w 1988 i objął stanowisko komisarza europejskiego ds. polityki regionalnej w komisji Delorsa (1989) na tym stanowisku pozostał do 1995. W latach 1999–2001 stał na czele komisji Millana, która miała za zadanie opracować projekt reform dotyczących ochrony zdrowia psychicznego w Szkocji.